# Chào tiếng Việt
Chào tiếng Việt là bộ sách giáo khoa dạy tiếng Việt của tác giả Nguyễn Thụy Anh. Cuốn sách đã đạt giải A giải thưởng sách quốc gia năm 2023.

## Giới thiệu
Chào tiếng Việt được tác giả Nguyễn Thụy Anh biên soạn theo Chương trình dạy tiếng Việt cho những người Việt Nam ở nước ngoài của Bộ giáo dục đào tạo, hướng đến đối tượng là những trẻ em từ 6 đến 15 tuổi.
Theo kế hoạch bộ sách gồm 6 cuốn, bao gồm: Cấp độ 1 - Ra khơi; Cấp độ 2 - Khám phá; Cấp độ 3 - Thử thách; Cấp độ 4 - Kết nối; Cấp độ 5 - Cống hiến; Cấp độ 6 - Trưởng thành. Đến năm 2024 bộ sách đã xuất bản được 2 cuốn đầu tiên là Cấp độ 1 - Ra khơi và Cấp độ 2 - Khám phá, 2 cuốn sách này đã đạt giải A giải thưởng sách quốc gia năm 2023.
Từ tháng 4 năm 2023 Đài truyền hình Việt Nam đã hợp tác với tác giả Nguyễn Thụy Anh sản xuất chương trình truyền hình "Chào tiếng Việt" phục vụ đối tượng khán giả ở độ tuổi tiểu học, sinh ra và lớn lên tại nước ngoài. Chương trình được phát sóng hằng tuần trên kênh truyền hình và các nền tảng mạng xã hội của VTV4.